# Reuzenmierpitta
De reuzenmierpitta (Grallaria gigantea) is een zangvogel uit de familie Grallariidae (mierpitta's).

## Verspreiding en leefgebied
Deze soort komt voor in Colombia en Ecuador en telt drie ondersoorten:
- G. g. lehmanni: zuidwestelijk Colombia.
- G. g. hylodroma: uiterst zuidwestelijk Colombia en westelijk Ecuador.
- G. g. gigantea: oostelijk Ecuador.

## Status
De grootte van de populatie wordt geschat op 600-1700 volwassen vogels. Het verspreidingsgebied is klein en de aantallen nemen af door habitatverlies. Op de Rode lijst van de IUCN heeft deze soort daarom de status kwetsbaar.